# Оно (роман)
«Оно́» (англ. It) — роман американского писателя Стивена Кинга, написанный в жанре ужасов, впервые опубликованный в 1986 году издательством «Viking Press». В произведении затрагиваются важные для Кинга темы: власть памяти, сила объединённой группы и влияние детских психологических травм на взрослую жизнь. Согласно основной сюжетной линии, семеро друзей из вымышленного города Дерри в штате Мэн сражаются с монстром Оно, убивающим детей и способным принять любой физический облик, основанный на глубочайших страхах своих жертв (несмотря на то, что часто принимает облик клоуна Пеннивайза). Повествование ведётся параллельно в разных временны́х интервалах, один из которых соответствует детству главных героев (1958 год), а другой — их взрослой жизни (1985 год).
Первоначально, задумывая главного злодея как тролля под мостом, Кинг развил идею антагониста, использующего собирательный образ от различных монстров, в существо, в котором есть черты вампира, оборотня и инопланетной формы жизни. Хотя первые мысли о романе автору пришли в Боулдере, основным источником вдохновения для города Дерри (в котором происходили события романа) послужил Бангор. На поведение персонажей-детей Кинг проецировал собственные детские воспоминания. В течение года после публикации книга разошлась тиражом свыше 2 500 000 экземпляров.
Роман был номинирован на премию «Локус» и «Всемирную премию фэнтези». Также книга вошла в несколько престижных рейтингов лучших романов столетия и тысячелетия, хотя единого критического восприятия она не получила. По мнению ряда исследователей, роман получился затянутым, перегруженным элементами хоррора, местами запутанным, и с не самой удачной развязкой. Другие критики хвалили двойную систему повествования, исторические интермедии, большое количество персонажей и запоминающегося антагониста в облике страшного клоуна.
По мотивам романа режиссёр Томми Ли Уоллес снял в 1990 году одноимённый телефильм; в нём клоуна Пеннивайза сыграл Тим Карри. В 2017 году аргентинским режиссёром Андресом Мускетти был снят художественный фильм, основанный на первой части романа («Клуб Неудачников»); в 2019 году вышел сиквел этого фильма, а в 2025 году состоится релиз сериала-приквела к обеим картинам. В упомянутых проектах роль главного антагониста сыграл Билл Скарсгард.

## Сюжет
| «                    | … человек должен платить за то, что получает в этом мире. Может быть, поэтому Господь сперва делает нас детьми и ставит к земле поближе, ибо знает: вам предстоит много падать и истекать кровью, прежде чем вы выучите этот простой урок. Платить за то, что имеете, обладать тем, за что платите… и рано или поздно, чем бы вы ни владели, всё возвращается к вам домой. | » |
| — Стивен Кинг, «Оно» | |   |

### 1957—1958
Во время ливня в городе Дерри (штат Мэн) 6-летний Джордж Денбро пускает бумажный кораблик по залитым улицам, прежде чем его смывает в ливневую канализацию. Заглянув в люк, Джордж видит в нём клоуна, который представляется ему как «Пеннивайз — танцующий клоун». Несмотря на то, что ему не следует разговаривать с незнакомцами, Джордж поддаётся соблазну Пеннивайза и начинает залезать в люк, чтобы достать свой кораблик, но внезапно Пеннивайз отрывает ему правую руку и исчезает, а Джордж умирает от кровопотери.
Лето 1958 года. В последний день школьных занятий 11-летний мальчик с избыточным весом Бенджамин (Бен) Хэнском подвергается преследованиям со стороны местного хулигана Генри Бауэрса и его банды и забегает в Пустошь, где заводит дружбу с Эдвардом (Эдди) Каспбраком и Уильямом (Биллом) Денбро (старшим братом Джорджа); позже Бен, Эдди и Билл подружились с Ричардом (Ричи) Тозиером, Стэнли (Стэном) Урисом и Беверли Марш и провозгласили себя «Клубом Неудачников». После этого каждый из «Неудачников» сталкивается с Оно в разных обликах, которые могут видеть только «Неудачники» — мумия (Бен), фонтан крови из раковины (Беверли), прокажённый (Эдди), трупы утонувших людей (Стэн) и призрак Джорджа Денбро (Билл).
В это же время Генри Бауэрс переключается на своего соседа-афроамериканца Майкла (Майка) Хэнлона и его отца Уильяма Хэнлона — Бауэрс убивает собаку Майка и преследует его до Пустоши, где Майк присоединяется к битве «Неудачников» с бандой Бауэрса по киданию камней; в итоге «Неудачники» одерживают победу и униженный Бауэрс клянётся им отомстить. Майк становится членом «Клуба Неудачников» после того, как рассказывает им о своей собственной встрече с Оно в облике плотоядной птицы. Из исторических заметок Майка «Неудачники» понимают, что Оно — древний монстр, появившийся в Дерри ещё в 1740 году и возникший как древнее инопланетное существо, попавшее на Землю вместе с упавшим метеоритом и начавшее цикл годичных убийств детей, после которого впадает в спячку на 27 лет.
Вскоре Бауэрс и его банда сильно избивают Эдди и он попадает в больницу, а Беверли становится свидетельницей гибели одного из членов банды Бауэрса (Патрика Хокстеттера) — Оно убивает его, приняв облик стаи летающих пиявок; вскоре «Неудачники» обнаруживают послание от Оно (написанное кровью Патрика) с предупреждением не вмешиваться в его дела. Бен делает две серебряные пули из серебряного доллара и «Неудачники» входят в заброшенный дом (где Эдди, Билл и Ричи ранее сталкивались с Оно) и им удаётся ранить монстра одной из пуль; Оно находилось в облике Человека-волка. Считая «Неудачников» угрозой, Оно манипулирует Бауэрсом, заставляя его убить своего жестокого отца Оскара («Бутча») Бауэрса и преследовать «Неудачников» по канализации Дерри, где (приняв облик Чудовища Франкенштейна) убивает ещё двух членов его банды (Виктора «Вика» Крисса и Реджинальда «Рыгало» Хаггинса); в итоге Бауэрс блуждает по канализации и постепенно теряет рассудок.
В канализации Билл выполняет ритуал «Чудь» в попытке встретиться с Оно в «Макровселенной» (альтернативной вселенной, откуда Оно родом) и встречает древнюю черепаху Матурин. От неё Билл узнаёт, что Оно можно победить только во время битвы воли, в которой Денбро одерживает победу (при этом он видит истинную форму монстра («Мёртвые огни»)); Оно получает серьёзное ранение и впадает в спячку. Выбравшись из канализации, «Неудачники» дают клятву на крови, что вернутся в Дерри, если Оно проснётся от спячки. Генри Бауэрс (окончательно потерявший рассудок) был арестован и после обвинений в убийствах детей в Дерри был помещён в психиатрическую лечебницу.

### 1984—1985
В июле 1984 года трое подростков нападают на молодого гея Адриана Меллона и сбрасывают его с моста, но уже вскоре нападавшие и Адриан (выживший после падения с моста) видят Оно в облике клоуна Пеннивайза. Адриана в итоге находят жестоко убитым, а подростков арестовывают и обвиняют в его убийстве.
Когда в Дерри снова начинается серия жестоких убийств детей, взрослый Майкл Хэнлон (ныне городской библиотекарь) звонит шести бывшим членам «Клуба Неудачников», чтобы напомнить им об их клятве вернуться, если Оно вернётся в Дерри. Уильям Денбро стал успешным писателем и женился на актрисе Одре Филлипс (внешне похожей на Беверли); Беверли Марш стала модельером и вышла замуж за Томаса Рогана (оказавшегося садистом и по поведению ничем не отличающимся от Элвина Марша, отца Беверли); Эдвард Каспбрак стал управляющим компанией по прокату лимузинов и женился на Майре (по поведению похожей на его мать Соню); Ричард Тозиер стал радио-диджеем; Бенджамин Хэнском похудел и стал успешным архитектором; а Стэнли Урис стал успешным бухгалтером. До телефонных звонков Хэнлона все «Неудачники» забыли друг о друге и забыли травмы своего детства после столкновений с Оно. В итоге все «Неудачники» возвращаются в Дерри (кроме Стэнли, который сразу после звонка Хэнлона покончил жизнь самоубийством).
Во время встречи Майкл напоминает всем, что Оно пробуждается примерно через каждые 27 лет на 12-16 месяцев и убивает детей, прежде чем снова уйти в спячку; группа решает покончить с монстром раз и навсегда. По предложению Майкла каждый из «Неудачников» исследует разные части города, чтобы помочь восстановить свои детские воспоминания. Во время исследований Эдвард, Ричард, Беверли и Бенджамин сталкиваются с новыми обликами Оно — Реджинальд Хаггинс и друзья детства в прокажённых и зомбированных формах (Эдвард), статуя Пола Баньяна (Ричард), ведьма из сказки «Гензель и Гретель» (Беверли) и граф Дракула (Бенджамин). Уильям находит велосипед своего детства марки «Silver» и приносит его Майклу. В это же время Одра, беспокоясь об Уильяме, отправляется в Дерри; обезумевший Томас Роган также прибывает в Дерри, намереваясь убить Беверли; а повзрослевший Генри Бауэрс при помощи Оно сбегает из психиатрической лечебницы.
Генри нападает на Майкла в библиотеке Дерри, но ему удаётся сбежать. Затем Оно приказывает Генри убить остальных «Неудачников» в отеле, в котором они остановились, но в итоге Бауэрс погибает в схватке с Эдвардом. Затем Оно является Томасу и приказывает ему схватить Одру и привести в Его логово в канализации Дерри, где в итоге Одра остаётся жива, но впадает в кататонический ступор, а Роган умирает от сильного нервного потрясения. «Неудачники» снова спускаются в канализацию, чтобы на этот раз уничтожить монстра окончательно и ценой жизни Эдварда (во время схватки монстр (принявший облик Гигантского Клоуна-Паука) откусил Эдварду руку и он умер от сильной кровопотери) им удаётся победить Оно. Вскоре «Неудачники» видят, что шрамы на их руках после клятвы на крови исчезли, указывая на то, что их миссия выполнена и Оно уничтожено навсегда:179—184. Во время финальной схватки «Клуба Неудачников» с Оно по Дерри проносятся самые сильные ураган и наводнение в истории штата Мэн, что приводит к частичному разрушению города.
В финале романа «Неудачники» возвращаются домой и постепенно снова начинают забывать об Оно, Дерри и друг о друге. Воспоминания Майкла о событиях того лета также начинают исчезать из его памяти, как и любые записи, которые он записывал ранее (к его большому облегчению), и он подумывает о том, чтобы начать новую жизнь в другом месте. Бенджамин и Беверли становятся парой и уезжают вместе, Ричард возвращается в Лос-Анджелес. Последним Дерри покидает Уильям; перед отъездом он катает Одру (всё ещё находящуюся в кататонии) на своём детском велосипеде «Silver», что выводит её из ступора, и они целуются.

## История создания

### Написание

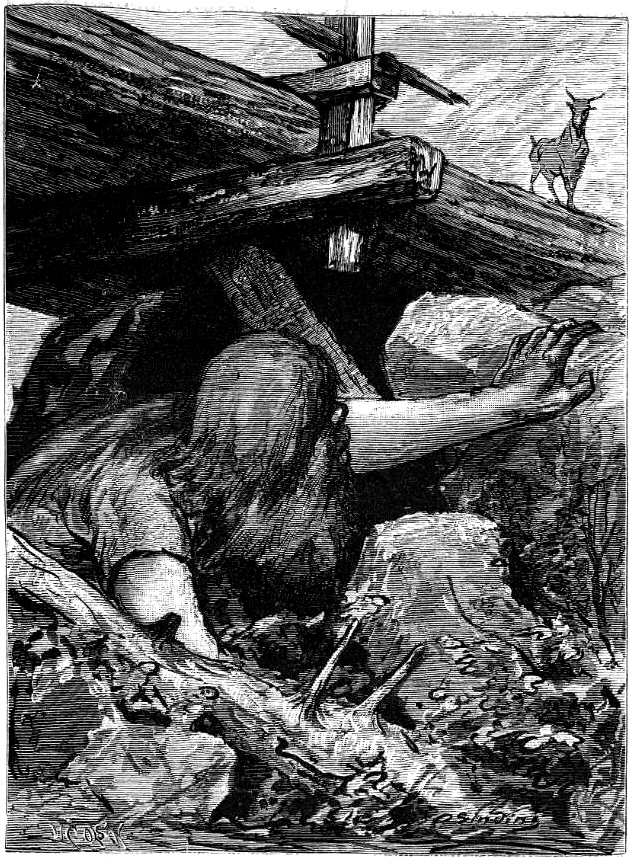
Иллюстрация норвежской сказки «Три козла Граф и злобный тролль» из издания 1879 года

В 1978 году Кинг вместе со своей семьёй жил в Боулдере (штат Колорадо). Однажды вечером он один шёл забирать свой автомобиль из ремонта. На пути ему попался старый деревянный мост, «горбатый и странно причудливый», идя по которому, он вспомнил детскую сказку про трёх козлят и тролля под мостом. Идея перенести сказку в условия современной жизни показалась ему интересной — писателю представлялся роман о реальном тролле под реальным мостом, навеянный творчеством Марианны Мур. Однако Кинг вернулся к этому замыслу только через 2 года, постепенно накопив идеи и мысли в частности о перемежении в повествовании детских и взрослых воспоминаний. Он начал писать роман только к 1981 году. Писатель сидел на крыльце и спрашивал себя, неужели он настолько стар, что боится пробовать. Начало повествованию было положено под рок-н-ролл. Уже тогда Кинг понимал, что книга окажется длинной:188. На всю работу у Кинга ушло 4 года. На тот момент он имел достаточно влияния, чтобы не допустить сокращения романа со стороны редакторов. В предисловии к повести «Секретное окно, секретный сад» он отметил, что использовал «возмутительное количество пространства» для окончания истории о детях и восприятии их жизней.
Я решил, что мост может быть своего рода символом — точкой отсчёта. Я начал думать о Бангоре, в котором раньше жил, с его странным каналом, рассекающим город, и решил, что мостом может стать сам город, если бы под ним что-то было. Но что может быть под городом? Тоннели. Канализация. Ага! Отличное место для тролля! В канализации должны жить тролли! Прошёл год <…> Я начал вспоминать Стратфорд, штат Коннектикут, где я жил, будучи ребёнком. В городе есть библиотека, в которой взрослую и детскую секции связывал короткий коридор. Я решил, что он тоже является мостом, который переходит каждый ребёнок-козлёнок, чтобы стать взрослым.
IT. Inspiration
Когда речь идёт о разных культурах, эрудиция может подвести автора. Ритуал «Чудь», проведённый «Клубом Неудачников», представляющий единоборство с демоном посредством языкового контакта, на самом деле называется «ро-ланг». «Чёд» же заключается в скармливании духам собственного тела с целью очищения от плотских желаний. Город Дерри, в котором происходят события романа, занял важное место в литературном творчестве писателя:179—184; в этом городе также происходят события романов «Бессонница», «Мешок с костями», «Ловец снов»:381 и «11/22/63» и повести «На выгодных условиях».
Дерри во многом списан с Бангора. Из этого города в книге фигурирует огромная оживающая статуя Пола Баньяна и заведение «Нефрит Востока», прообраз которого восходит к популярному китайскому ресторану «Восточный нефрит» (англ. Oriental Jade). Там же реально произошли некоторые из описанных в произведении событий, в частности расстрел банды Джеймса Брэди в начале XX века и убийство молодого гея, сброшенного с моста:179—184 в реку Кендускиг. Касательно последнего события Кинг комментировал: «Если глава кажется Вам гомофобной, то помните, что это реальный случай», — после чего добавил: «Мы не делаем новости. Мы сообщаем о происходящем»:69. Использовал Кинг и историю строительства канализационной системы, о которой ему поведали старожилы, и такие локации, как водонапорная башня, Конференц-зал Бангора (Городской административный центр Дерри) и здание Публичной библиотеки:28. Восприятие города как организма Кинг почерпнул у Уильяма Карлоса Уильямса и Чарльза Диккенса:63.
Кинг считал произведение своим «Выпускным экзаменом по Знаменитым Монстрам». В Оно Кинг хотел увидеть всех монстров в одном существе и привнести в него элементы из Дракулы, Франкенштейна, Оборотня, «Челюстей», «Ужаса Тролленберга», «Радона» и «Оно пришло из далёкого космоса»:101.
Прообразом клоуна Пеннивайза — излюбленного облика Оно — был серийный убийца Джон Гейси, завлекавший своих жертв на детских праздниках в образе клоуна Пого. Оно в романе противопоставлена черепаха Матурин, символизирующая стабильность, здравомыслие и твёрдость Вселенной. Этот персонаж возник из историй коренных американцев, согласно которым черепаха держит человека, который держит в руках мир — по сути некий аналог мифа об Атланте:229. В романе «Неудачники» затопили местечко под названием Пустошь; этот эпизод был взят напрямую из детства писателя — как и описание места, располагавшегося в Стратфорд в квартале от улицы Уэст-боард-стрит, так и идея затопления, которую в реальности воплотил брат писателя Дэйв. Кинг отдал дань и собственной арахнофобии:179—184. Писатель отмечал, что работал над книгой во сне. После того как была готова значительная часть произведения, автор «застопорился», не зная, как продолжить роман. Укладываясь спать, он повторял про себя, что ему нужна идея. Уснув, Кинг увидел сон, в котором он оказывался на свалке в облике маленькой девочки. Открыв один из старых холодильников, он обнаружил среди ржавых полок существ, похожих на макаронины. Одно из них подлетело и село на руку. Писатель почувствовал тепло, как от введения новокаина, а цвет существ изменился с белого на красный. После этого он понял, что существа суть пиявки, пьющие кровь. Пробуждение принесло не только испуг, но и удовольствие — этот эпизод вошёл в роман практически без изменений. Книгу рецензировал профессор английской литературы Майкл Коллинз, Кинг впоследствии учёл его замечания и внёс коррективы в роман:245—246.

Виды Бангора
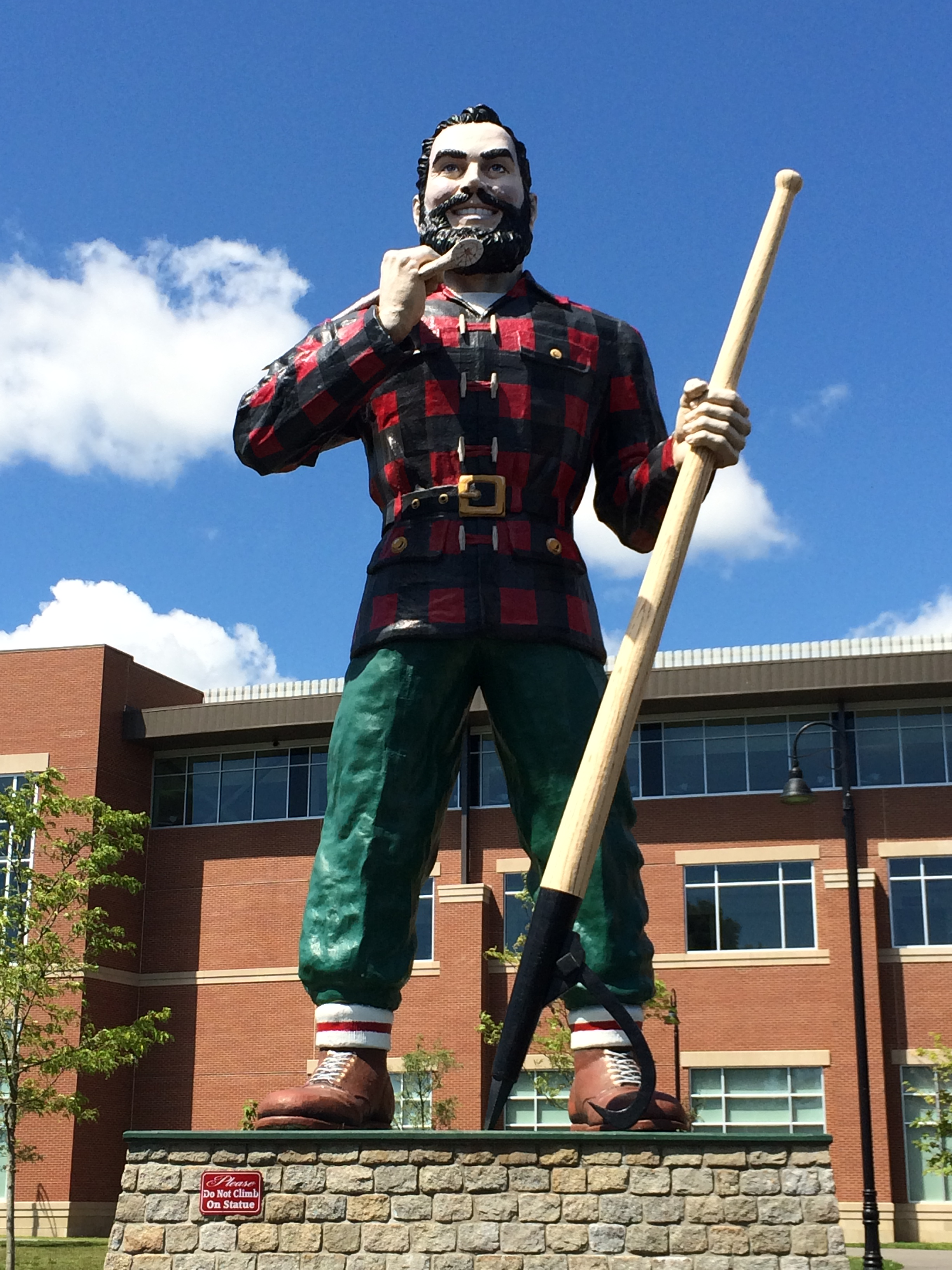
Скульптура Пола Баньяна
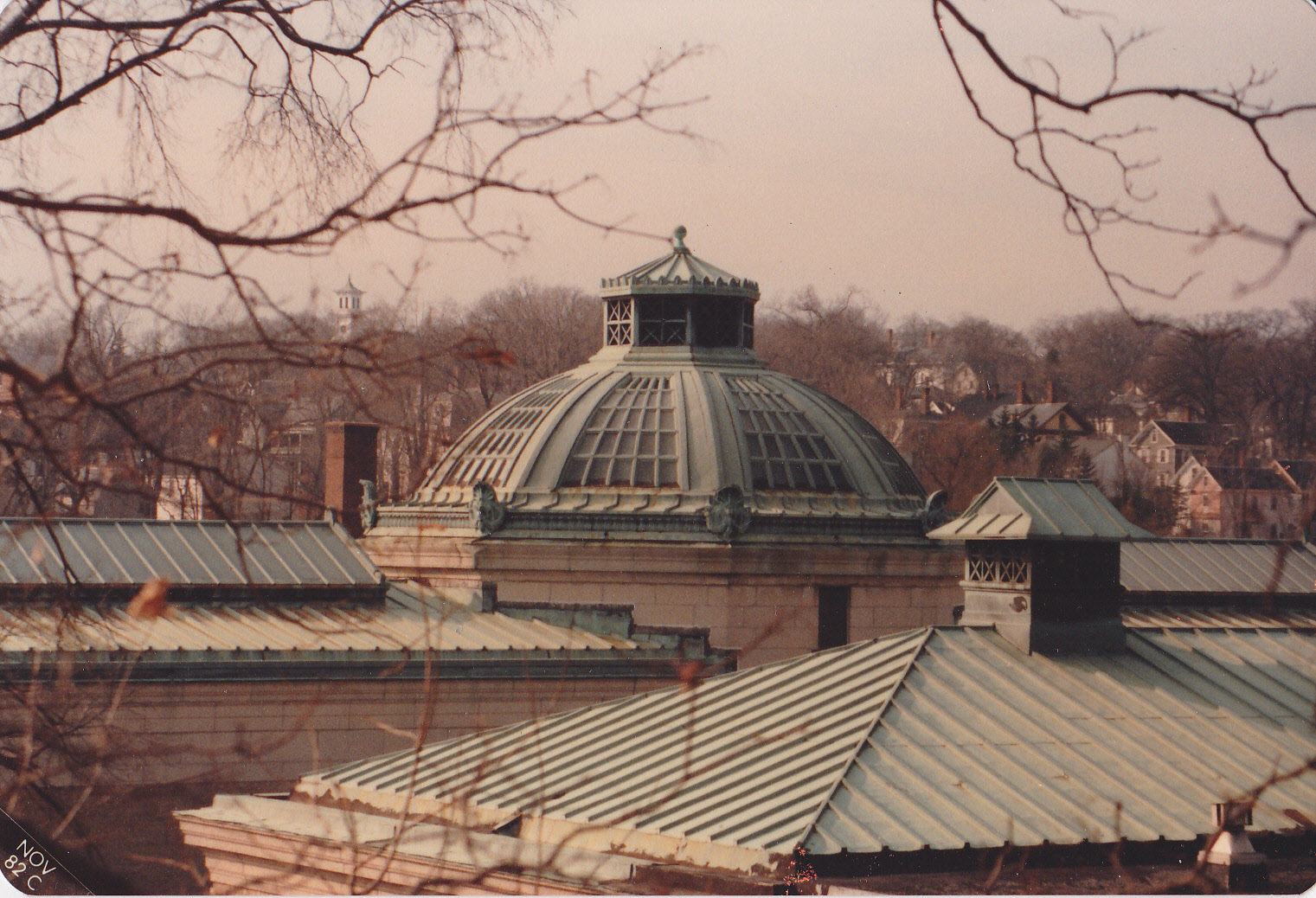
Экстерьер здания Публичной библиотеки
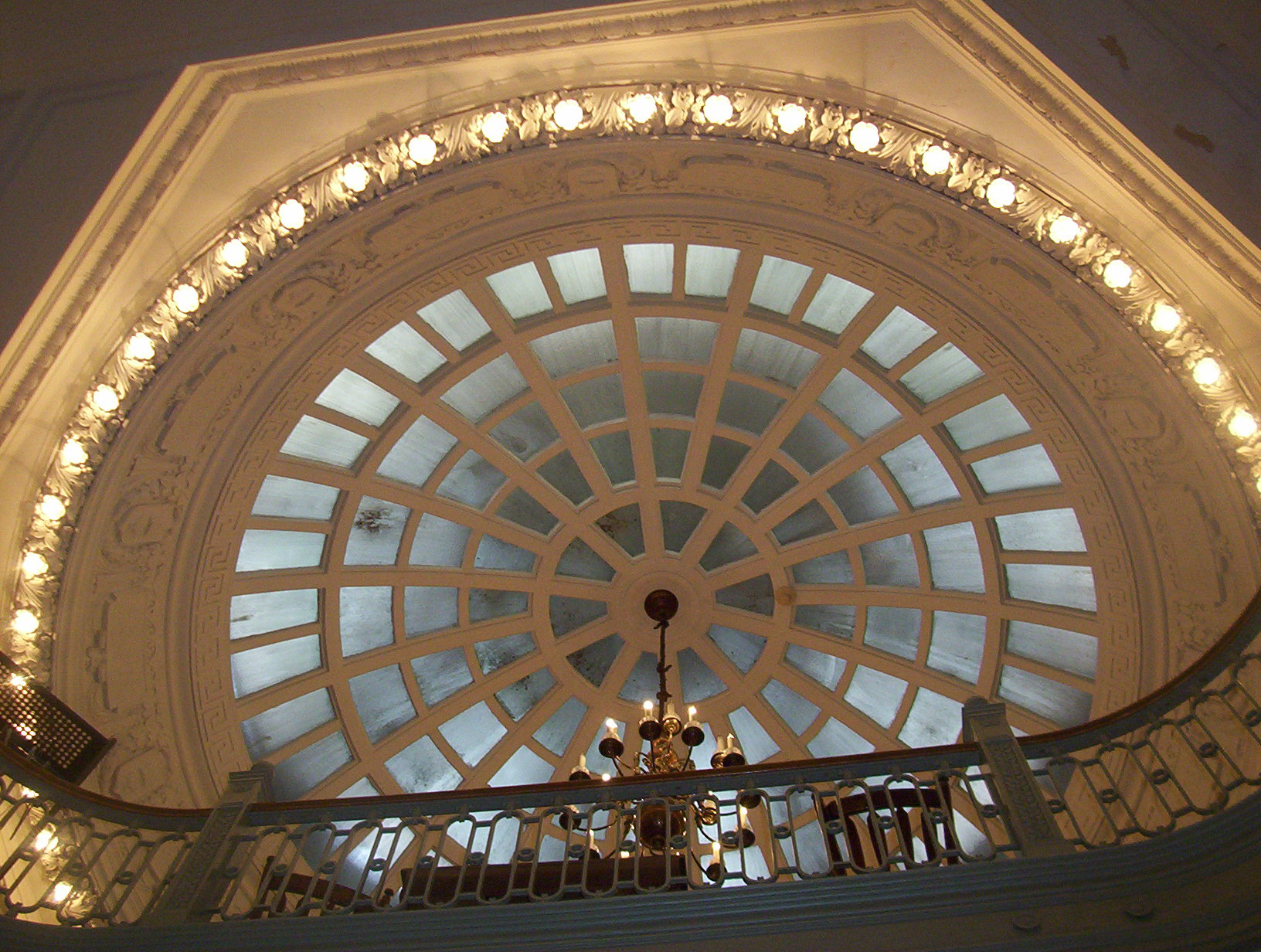
Интерьер здания Публичной библиотеки
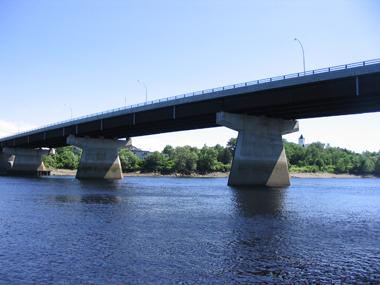
Мост через Кендускиг
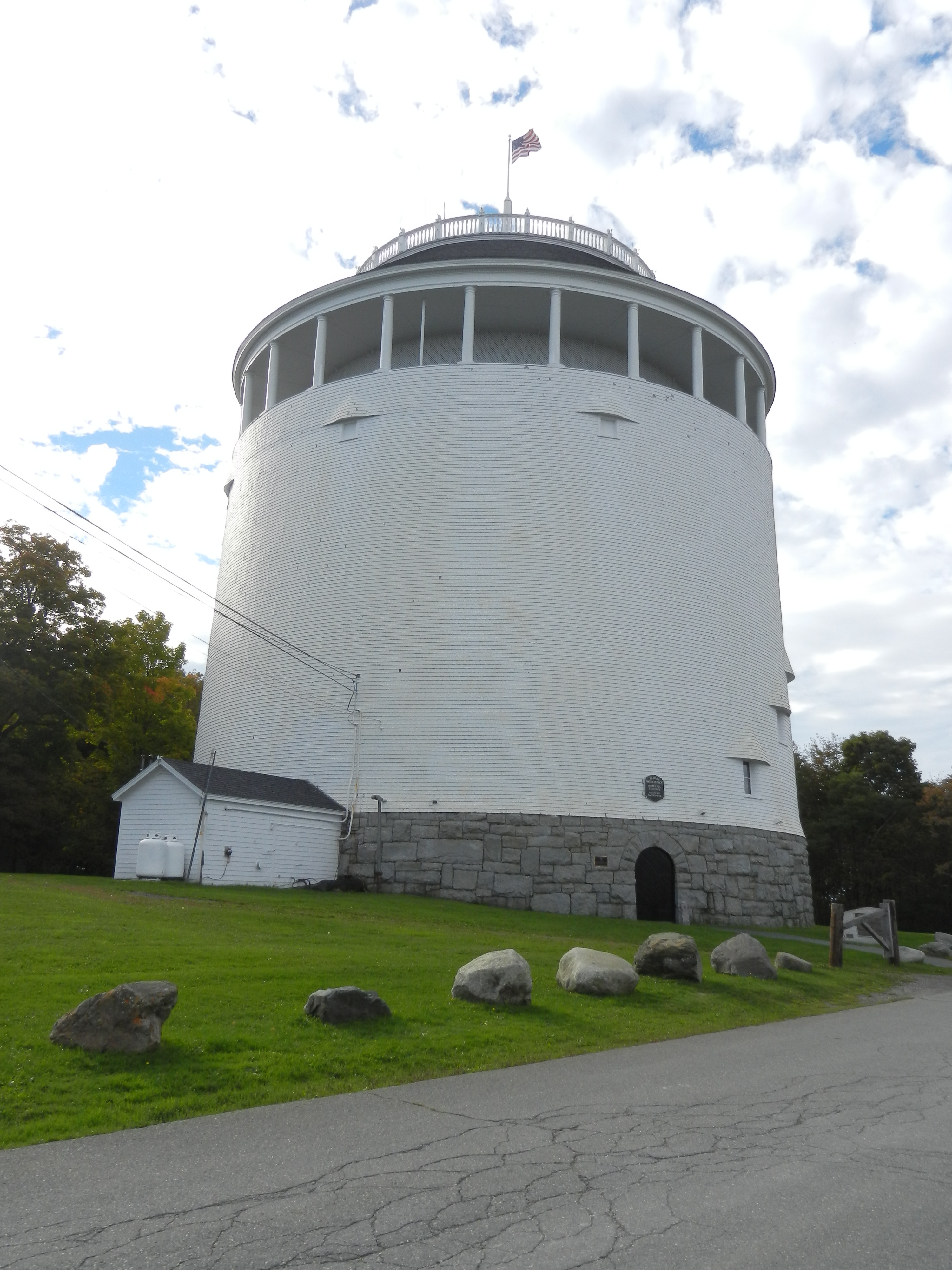
Водонапорная башня

### Персонажи и связи
Оно в романе предстаёт как могучее и древнее создание, прилетевшее из космоса. В романе упоминалось, что в различных народах Оно называли по-разному: гэлы — Гламор, индейцы — Маниту, гималайцы — Таллус, европейцы — Эялик, французы — Лугару. Большинство этих терминов из мифологии означают злых духов, Эялик — турецкого вампира, а Лугару — волка-оборотня. Оно существует в трёх образах — оборотня, принимающего любую форму; паука, живущего под городом; и бесформенной протоплазмы. Его любимый облик — клоун Пеннивайз, заманивающий детей оранжевыми помпонами и воздушными шариками. Помимо плоти, Оно питается страхом. Монстр также обладает способностью подчинять себе людей и создавать реалистичные иллюзии. Под его контролем оказывается весь город, в связи с чем один из персонажей замечает: «Дерри — это и есть Оно»:179—184. Как и Алый Король, Оно использует концепцию алых огоньков; оба персонажа сосредоточивают своё внимание на городе. По словам Алого Короля, обращённым к Ральфу Робертсу: «Ты, возможно, не знаешь, но трансформация — давний обычай в Дерри»:133. Пеннивайз как объединяющий символ различных существ выбран мастерски — нет лучшей приманки для ребёнка, чем карнавальный клоун, способный скрыть под гримом свои чудовищные намерения. Порочность клоуна маскируется под обещание ложной радости:113. Несмотря на смерть Пеннивайза, яд проник в души жителей города, а следовательно, возвращение зла неизбежно:179—184. Клоун стал самым известным элементом романа. В своём доме в Бангоре Стивен Кинг хранит экшен-фигурку Пеннивайза.
Герои романа разноплановые — читатель может отождествить себя с одним из них. Уильям Денбро, знаменитый писатель, публиковавшийся в издательстве «Viking», вызывает стойкие ассоциации с самим Кингом:179—184. Билл — интроспективный заика, выступающий в повествовании в качестве основного рассказчика:115. Несмотря на то, что основа книги формировалась вокруг сказки «Три козла Граф и злобный тролль», с точки зрения персонажей, сюжет перекликается с Белоснежкой (Беверли Марш) и шестью гномами (остальные члены «Клуба Неудачников»):174. Каждый герой в книге преодолевает собственные слабости. Голосовые манипуляции Ричи Тозиера, скороговорки Билла Денбро, ингалятор Эдди Каспбрака и трусоватость Бена Хэнскома делают героев уязвимыми, но при правильном использовании становятся их оружием. Слабость Беверли Марш в том, что она женщина. Оно у разных героев мужского пола превращается в оборотня, мумию и существо из Чёрной лагуны, у Беверли же антагонист принимает форму кровавого фонтана из раковины, что намекает на страх сексуального домогательства со стороны отца. Когда герои, взявшись за руки, замыкают кольцо, они чувствуют силу законченного круга, символизирующего рождение мира и одновременно любовь и дружбу как защиту от сил зла. Пеннивайз пытается атаковать их поодиночке, поскольку понимает, что сила героев — в единстве:228. Вместе с гибелью Оно персонажи уничтожают свои детские страхи:179—184. «Плохиши», которым противостоят протагонисты, сравнивались обозревателями с аналогичными героями из романа «Кэрри», повести «Тело», романа «Кристина» и рассказа «Иногда они возвращаются».
Роман имеет множество перекрёстных связей с другими произведениями Стивена Кинга:
- Майкл Хэнлон появляется в романах «Ловец снов»[3]:179—184 и «Бессонница».
- Ричард (Дик) Холлоран[англ.], герой романа «Сияние», в романе «Оно» спасает Уильяма Хэнлона (отца Майка) от пожара в баре «Чёрное пятно».
- Беверли Марш упоминает серийного убийцу Фрэнка Додда из романа «Мёртвая зона»[3]:259.
- Клоун Пеннивайз появляется как галлюцинация одного из персонажей романа «Томминокеры»[24] и упоминается в романе «Мистер Мерседес»[25].
- Генри Бауэрс после побега из психиатрической лечебницы едет на ярко-красном автомобиле «Plymouth Fury[англ.]» 1958 года выпуска, главном персонаже романа «Кристина»[26].
- Джоанна Нунэн, жена Майкла Нунэна (главного героя романа «Мешок с костями»), упоминает, что Билл Денбро — один из её любимых авторов[27].
- Рядом с семьёй Каспбраков жил Пол Шелдон, главный герой романа «Мизери»[28].
- Роман «Оно» также перекликается с циклом «Тёмная Башня». В нём упоминается черепаха Матурин, а в описании персонажа Джо Коллинза есть намёки на образ клоуна Пеннивайза. Данделло и Оно кормятся эмоциями; первый, в отличие от последнего, существует только в одной реальности. В этом плане Оно более схоже с Алым Королём и Тэком[17]:227[21]:123, 206.
- Вскользь упоминается город Гатлин, в котором разворачиваются события рассказа «Дети кукурузы».
- Танцующие эльфы в зелёных шапочках встречались как рисунок на обоях в домах на Нейболл-Стрит и на Голландском холме[21]:133.
- Одной из «мощных» (по выражению критика Джеймса Смита) отсылок является появление Беверли Марш и Ричи Тозиера в романе «11/22/63»[7][29]. Там же фигурируют два второстепенных героя — аптекарь Норберт Кин и Дон Хаггарти[30].
- Цирк Пеннивайза можно встретить в романе «NOS-4R2» старшего сына писателя, Джо Хилла[7]. Отсылкой к книге является имя одной из героинь игры Life Is Strange — Кейт Беверли Марш[31].

### Публикация
Роман был выпущен в сентябре 1986 года издательством «Viking Press» тиражом в 860 000 экземпляров. На немецком языке произведение появилось за пять месяцев до американского издания ограниченной серией в 250 экземпляров. К августу 1987 года вышло издание книги в мягком переплёте, а продано было 2 650 000 экземпляров. К январю 1998 года было отпечатано чуть менее 3 000 000 экземпляров; хотя по другим данным, первый тираж составил 1 000 000 экземпляров в твёрдом переплёте, а отметка в 1 115 000 проданных экземпляров была достигнута только к 1990 году. По количеству текста роман считается второй самой объёмной работой автора после расширенной версии романа «Противостояние».
Аудиокнига появилась в продаже в мае 2010 года. Она была выпущена на компакт-диске компанией «Penguin Audiobooks», текст читал Стивен Уэбер. Права на публикацию романа с 2016 года принадлежат издательству «Scribner’s», с которым Кинг стал сотрудничать после издания романа «Мешок с костями».
13 декабря 2011 года увидело свет специальное ограниченное издание, посвящённое 25-летию романа (англ. It: The 25th Anniversary Special Limited Edition). Издательство «Cemetery Dance» представило три вариации книги: 2750 подарочных экземпляров, 750 подписанных писателем и художниками версий с атласной лентой и рельефными форзацами и 52 подписанные и пронумерованные копии с позолоченными краями страниц, размещённые в специальной коробке. Это юбилейное издание отличалось негабаритными размерами — 18×25 см, интерьерной печатью, новой суперобложкой от Глена Орбика, а также примерно тридцатью цветными и чёрно-белыми иллюстрациями от Алана М. Кларка и Эрин Уэллс; также в книгу было включено послесловие писателя. Одна из версий была распродана за 25 минут, другая — за 30 часов с момента начала продаж.
Одним из первых переводов романа на русский язык был выполнен С. Леднёвым и издавался «МГПО „Мосгорпечать“» и «Библиотекой „Огонёк“». Он был закончен лишь наполовину. В течение долгого времени наиболее издаваемой была версия Ф. Постовалова, более полная, чем предыдущие, но изобилующая ошибками и отсутствием некоторых фрагментов (в семнадцатой главе исчезло воспоминание одного из персонажей об убийстве младенца и размышления Беверли Марш о групповом изнасиловании). Литературоведом Вадимом Эрлихманом было отмечено, что «перевод периодически тонул в волнах бессмыслицы, не говоря уже о неверной и никак не пояснённой передаче массы имён и названий»:196. Издания 1993, 1997 и 2001 годов выходили в двух томах:373. В 2011 году вышло обновлённое русскоязычное издание романа в переводе Виктора Вебера, в котором были исправлены недостатки предыдущих публикаций, однако в первом тираже было перепутано местами порядка 17 страниц. На португальском языке роман вышел с дополнительным подзаголовком «Существо», на датском языке он вышел под названием «Зло», на румынском языке — как «Город с привидениями».

## Критика
| Год  | Рейтинг                                        | Издание        | Место |
| ---- | ---------------------------------------------- | -------------- | ----- |
| 1996 | «Книги столетия»                               | Channel 4      | 71    |
| 1998 | «Сто лучших романов»                           | Modern Library | 84.   |
| 2000 | «Лучшая книга тысячелетия»                     | Amazon         | 34    |
| 2003 | «200 лучших романов»                           | BBC            | 144.  |
| 2014 | «Опрос читателей: 10 лучших книг Стивена Кинг» | Rolling Stone  | 2     |
| 2024 | «Лучший роман Стивена Кинга»                   | Forbes         | 2.    |
| 2024 | «Рейтинг всех 77 книг Стивена Кинга»           | Esquire        | 1     |

Произведение было номинировано на премии «Локус» за лучший роман фэнтези и Всемирную премию фэнтези. В 1987 году роман «Оно» завоевал входящую в «British Fantasy Awards» премию Огюста Дерлета за лучший роман. Роман продержался в рейтинге бестселлеров «The New York Times» 35 недель. После выхода роман стал одним из самых популярных работ Кинга:179—184. Не сложилось единого мнения о качестве романа. Одни исследователи творчества писателя относили книгу к числу безупречных, другие считали, что литературный уровень этой работы снизился по сравнению с ранними работами автора. В «Оно» Кинг подводит черту под всеми своими работами в жанре ужасов, создав нечто универсальное. Стивен Спигнесси считал роман «квинтэссенцией Стивена Кинга» и расположил его на первом месте в списке лучших работ писателя.
Большинство рецензентов сошлись во мнении, что роман огромен. «Четырнадцать сотен страниц в моей версии и вес, почти достигающий четырёх фунтов — нелёгкая задача даже просто держать книгу, не говоря уже о том, чтобы её читать», — отмечала «The Guardian».  Особенное негодование выразила «Publishers Weekly»: «[Книга] раздута от ленивого продуманного философствования и богословствования, „Оно“ слишком медлительно и тонет в безудержной писанине Кинга… её просто слишком много». По существу, под обложкой находятся два романа — о подростках и о взрослых.
Тематически произведение повествует о потере детской невинности, затрагивает вопросы долга и свободной воли, гомофобии и фанатизма, природы добра и зла, силы веры, доверия и любви. Одна из главных идей романа состоит в том, что некоторые двери открываются только в одну сторону — не существует путей, превращающих взрослых обратно в детей. Действие книги разворачивается в США во время расцвета преступности, расовой и религиозной нетерпимости, экономических трудностей и промышленного загрязнения. «Оно» является своеобразным музеем популярной культуры 1950-х годов: текст изобилует упоминаниями торговых марок, песен и звёзд той эпохи. Эксцентричность космогонии Кинга в романе уравновешивается романтизированным мифом о детских летних днях, показанную сквозь реальность штата Мэн. Самые страшные моменты в «Оно» связаны не с клоуном Пеннивайзом, а с самими членами «Клуба Неудачников» — это проблемы в их семьях, превратившие их в изгоев. Кинг искусно описывает кошмарные погони и чудовищных существ, стилистически играет с терминами.
Некоторые обозреватели негативно восприняли способ победы над Оно. Вадим Эрлихман писал, что силы дружбы достаточно для уничтожения зла, «прямо как в пионерских сказках Крапивина»:179—184. Другие критики считали саму концовку спорной. Стремительная амнезия «Клуба Неудачников» позиционировалась Эрлихманом как самая реалистичная часть книги. Заявка на многоплановость им воспринималась как неудачная — ряд эпизодов выглядят лишними, а нагромождение ужасов перестаёт пугать и начинает вызывать раздражение:179—184. Другие же авторы хвалили двойную систему повествования, исторические интермедии, удивительное количество персонажей, виртуозного антагониста. К недостаткам романа относили слишком поспешное разрушение Кингом города Дерри, который пришлось «восстанавливать» в других произведениях:179—184. Натянуто воспринимались самоубийство Стэнли Уриса и воссоединение «Клуба Неудачников». Шокирующие сцены сменяются скучными, озадачивая и раздражая читателя. Поведение детей порой неестественно. Роман примечателен для читателя тем, что автор создаёт собственную мифологию, которая, впрочем, обрывочна:179—184.
Крайне неоднозначно критиками был встречен ряд сцен сексуального характера:73—75, породивших множество споров. Роман демонизирует гомосексуальность и подтверждает гетеросексуальность в качестве нормы. Кинг передаёт своим персонажам гомофобные настроения и резко отрицательную реакцию к предложениям подобного характера. В романе подробно описываются мастурбация и фелляция однополых героев — Патрика Хокстеттера и Генри Бауэрса, а наблюдающую за этим Беверли Марш посещают мысли о том, что если её обнаружат, то могут изнасиловать и убить. В этом наглядно прослеживается боязнь инаковости. Майкл Р. Коллинз видел в победе над Оно чёткое противопоставление гомо- и геторосексуальности — «именно глубокая, эмоциональная связь лежит в центре этого»:73—75. Джеймс Смит считал описание детской сексуальности крайне сомнительным — эти эпизоды потрясли его, когда он был ребёнком, и, по его признанию, сцена групповой оргии шокирует его и по сей день. Другие отмечали, что с детской точки зрения половой акт, как и многое другое в книге, страшен и невообразим. За эпизод группового секса Беверли с остальными членами «Клуба Неудачников» Кинга называли педофилом, хотя этот момент в некотором смысле является «сердцем» книги, границей между детством и взрослением. Писатель как бы передаёт сообщение, что секс, пусть незапланированный, с потерей девственности в канализации, может быть мощным и красивым. Кинг отвечал: «Я поражён тем, как много комментариев пишут об этой единственной сцене секса. И как мало — про многочисленные убийства детей. Это явно что-то значит, но я ещё точно не знаю, что именно».

## Экранизации

### Мини-сериал

В последующие десятилетия после публикации романа «Оно» образ «злого клоуна» настолько укоренился в массовом сознании, что согласно исследованию Университета Шеффилда, проведённом в 2008 году, многие дети считают клоунов «страшными и непостижимыми»

Роман был адаптирован Томми Ли Уоллесом в 1990 году в формате двухсерийного мини-сериала, транслировавшегося на телеканале «ABC» 18 и 20 ноября. Роль клоуна Пеннивайза сыграл Тим Карри, хотя на неё также претендовал Элис Купер. «Через что прошли продюсеры „Оно“, мне и подумать страшно, потому что одно из строжайших правил ТВ состоит в том, что сюжет телевизионной драмы не может строиться на попадании детей в смертельную опасность, не говоря уже о смерти», — говорил Кинг; он также шутил, что если бы он сам писал сценарий для адаптации, то получился бы «тридцатидвухчасовой фильм»:274. Все сексуальные сцены из оригинала были убраны.
Первая часть обладала наиболее высоким рейтингом воскресных программ в 18,5 баллов, её просмотрели 17 500 000 человек. Вторая часть получила рейтинг в 20,6 балла и собрала аудиторию в 19 200 000 человек. Показатель «свежести» сериала на агрегаторе Rotten Tomatoes составил 57 %. Критики отмечали, что экранизация, как и роман, слишком затянута. Вторая серия менее драматична, неестественна и кульминационно неубедительна. Одним из самых запоминающихся эпизодов сериала была названа сцена в ду́ше, в которой один из героев становится пленником водопроводных труб.

### Дилогия
Кинокомпания «Warner Bros. Pictures» на протяжении пяти лет планировала снять новую экранизацию романа, состоящую из двух частей, первая из которых посвящена детству персонажей, а вторая — их взрослым годам. Позже проект был передан «New Line Cinema», а режиссёром фильма был назначен Кэри Фукунага. На роль клоуна Пеннивайза претендовали Марк Райлэнс и Бен Мендельсон, однако был выбран Уилл Поултер, известный по фильму «Бегущий в лабиринте». Режиссёр заявлял, что останется верным духу книги, но привнесёт в экранизацию свежий взгляд. В мае 2015 года Фукунага покинул проект из-за финансовых разногласий — он считал, что выделенных 30 000 000 долларов бюджета не хватит и на один фильм и настаивал на необходимости проведения съёмок в Нью-Йорке, в то время как студия рассматривала только менее дорогие варианты. Преемником Фукунаги был назначен Андрес Мускетти, режиссёр фильма «Мама», а роль Пеннивайза сыграл Билл Скарсгард. Тим Карри отказался участвовать в проекте из-за проблем со здоровьем.
В широкий прокат фильм вышел 8 сентября 2017 года. Кингу картина понравилась; по его словам, новая экранизация превзошла ожидания. Фильм получил восторженные отзывы от критиков, отметивших впечатляющие актёрские работы и бережное отношение к роману. Как и в первой экранизации, сцена с оргией в фильме отсутствовала.
Через 2 года, в сентябре 2019 года, вышло продолжение. Роли повзрослевших «Неудачников» сыграли Джеймс Макэвой (Билл Денбро), Джессика Честейн (Беверли Марш), Билл Хейдер (Ричи Тозиер), Джей Райан (Бен Хэнском), Джеймс Рэнсон (Эдди Каспбрак), Айзая Мустафа (Майк Хэнлон) и Энди Бин (Стэн Урис). Актёры, игравшие «Неудачников» в первой части, вернулись к своим ролям и в сиквеле. Режиссёром выступил Андрес Мускетти. В фильме появился в качестве камео и сам Стивен Кинг, сыгравший продавца в магазине, устами которого Кинг критиковал концовки собственных романов.

### Сериал
В начале 2022 года компания «Warner Bros. Television» запустила в разработку приквел к фильму «Оно» 2017 года — сериал «Оно: Добро пожаловать в Дерри». Премьера сериала состоится в 2025 году на телеканале HBO.